# Geocentrismo en Ecuador

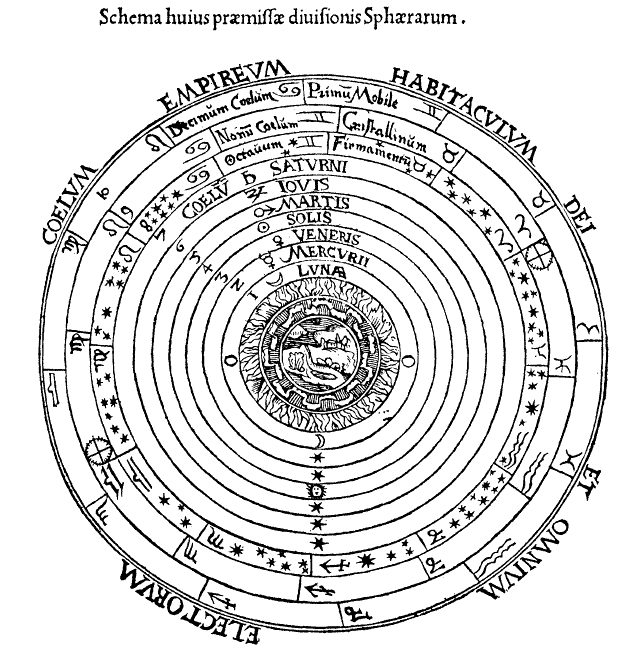
Sistema ptolemáico

El geocentrismo en Ecuador es la historia de cómo se afirmó que la tierra era el centro del sistema solar y la manera paulatina en la que esta idea se fue abandonando durante el siglo XVIII hasta la independencia. A lo largo de este periodo de tiempo, la escolástica en Quito experimentó una transformación significativa, marcada por la gradual incorporación de nuevas corrientes científico-filosóficas. Inicialmente, figuras como el padre Sebastián Luis Abad desafiaron las normas escolásticas al abordar temas polémicos como el heliocentrismo, aunque manteniendo una postura ptolemaica. Posteriormente, el padre Francisco Xavier de Aguilar introdujo el sistema tichónico, alejándose del modelo ptolemaico pero sin abrazar completamente el copernicano. La llegada de la misión geodésica francesa y la influencia de la física newtoniana impulsaron aún más la renovación, reflejada en la obra de Juan Bautista Aguirre, quien exploró temas como la gravedad y los fenómenos naturales. Finalmente, Juan Hospital marcó un hito al defender el sistema copernicano en sus "Theses. Philosophiae", consolidando así la transición hacia una escolástica más moderna.

## Historia del geocentrismo

### Primeros cursos y reformas iniciales de Abad y Aguilar
El padre Sebastián Luis Abad, descendiente de Lorenzo de Cepeda (familiar de Santa Teresa de Jesús) y hermano del otro importante escolástico Diego Abad de Cepeda destacó en la escolástica de la Real Audiencia de Quito con su "Tratado sobre el cielo" ("Enodatio in tres Libros Aristotelis de Coelo").  Abordó un tema polémico para la época: el debate entre geocentrismo y heliocentrismo. A pesar de la controversia, Abad buscó expandir los límites del conocimiento escolástico con reformas al sistema que se estaba enseñando en los cursos de física. En su tratado, Abad expuso los conocimientos científicos disponibles en Quito, pero se inclinó por el sistema ptolemaico, criticando el copernicano. Su postura reflejaba la tensión entre las nuevas ideas científicas y la tradición escolástica arraigada en la región.

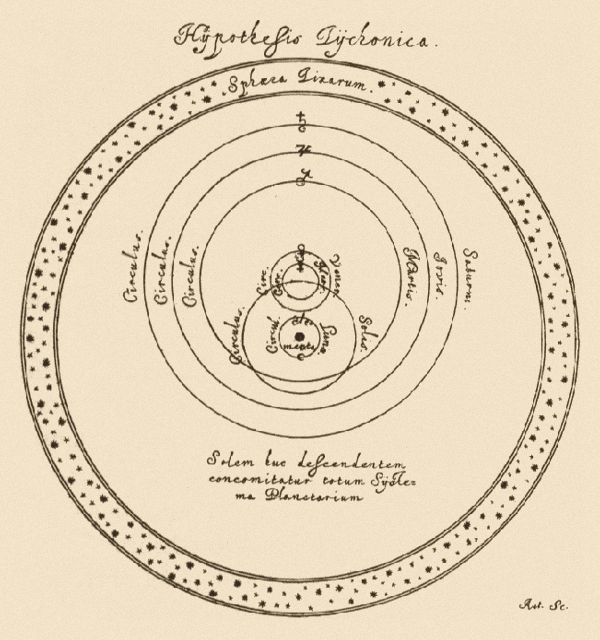
Sistema ticónico

A principios del siglo XVIII, el padre Francisco Xavier de Aguilar introdujo parcialmente las nuevas corrientes científico-filosóficas en su curso de filosofía, plasmadas en su obra "Physica". Aguilar abandonó el sistema ptolemaico en favor del sistema ticonico, desarrollado por Tycho Brahe, aunque rechazó la teoría copernicana del movimiento terrestre. Aguilar buscó conciliar las Escrituras con la ciencia, manteniendo la Tierra inmóvil en el centro del universo, pero admitiendo el movimiento de Marte, Júpiter y Saturno alrededor del Sol. Su enfoque representó un paso gradual hacia la aceptación de los descubrimientos científicos del Renacimiento en la Real Audiencia de Quito.
La influencia de estos padres jesuitas, Abad y Aguilar, en la Real Audiencia de Quito fue significativa en la transición del pensamiento escolástico hacia una mayor apertura a las nuevas ideas científicas. Aunque ambos mostraron cautela al adoptar completamente el heliocentrismo, sus contribuciones sentaron las bases para futuros debates y avances en la comprensión del universo en la región. Su trabajo refleja la complejidad de un período en el que la tradición y la innovación científica luchaban por coexistir, marcando un hito importante en la historia intelectual de Quito.

### La misión geodésica y la Physica de Aguirre

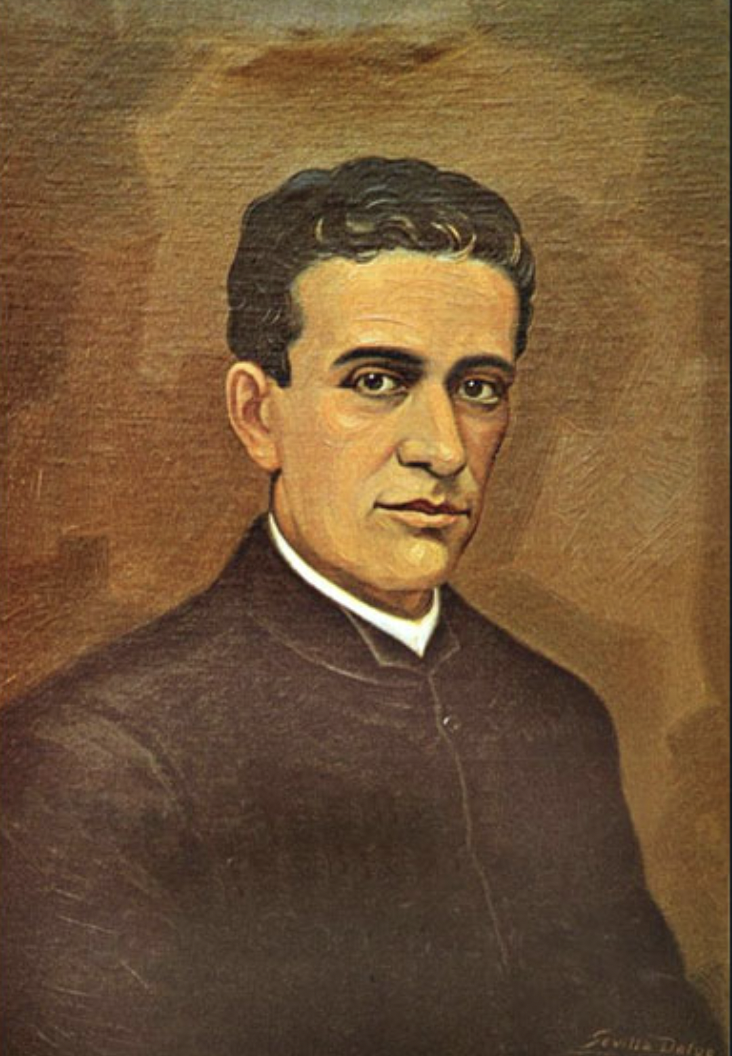
Juan Bautista Aguirre

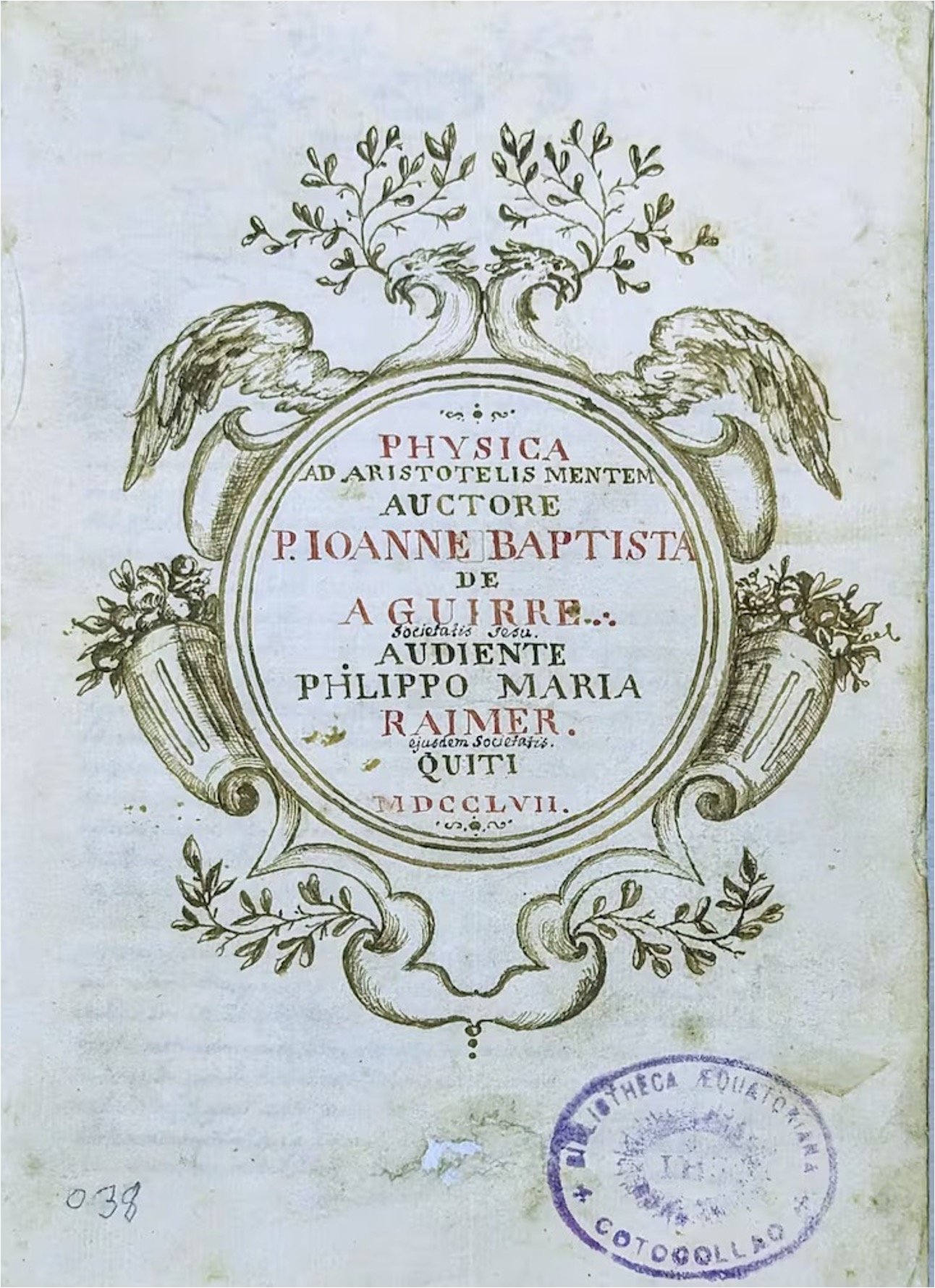
Physica ad Aristotelis mentem de Aguirre

La llegada de la misión geodésica francesa marcó un punto de inflexión en la escolástica de Quito. Las triangulaciones realizadas para medir el meridiano, basadas en la física newtoniana y su teoría de la gravedad, impulsaron una renovación en los cursos de física. Este cambio obligó a los académicos a incorporar los descubrimientos de la revolución científica, transformando la visión tradicional del universo. Este impacto se reflejó en la obra de Juan Bautista Aguirre, cuyo "Tratado de Física" (1756) destacó por su defensa de la teoría de Ticho Brahe. Aguirre fue más allá que su predecesor, el padre Aguilar, al explorar temas como el sol, los cometas y la gravedad. Además, comenzó a reformar el conocimiento tradicional sobre fenómenos naturales como el aire, el agua y los movimientos terrestres. Aguirre introdujo la teoría de la gravedad en su sistema, desafiando las explicaciones aristotélicas previas sobre el movimiento de los objetos. Su trabajo representó un avance significativo hacia la integración de la ciencia moderna en la escolástica quiteña, abriendo camino a futuras transformaciones intelectuales.
La obra de Aguirre marcó un cambio significativo en la escolástica quiteña. Al introducir la gravedad y explorar fenómenos naturales como el movimiento de los astros y la composición de los elementos, desafió las explicaciones aristotélicas tradicionales. Su enfoque representó un paso crucial hacia la integración de la ciencia moderna en el currículo académico de la época. La incorporación parcial de la física newtoniana y la defensa del sistema tichónico por parte de Aguirre reflejaron una apertura hacia las nuevas ideas científicas. Aunque aún mantenía ciertas reservas sobre el sistema copernicano, su trabajo sentó las bases para futuras discusiones y debates sobre la naturaleza del universo.
Como ejemplo una cita de Aguirre:

Aquí, no tanto para ejercitar vuestras mentes como para deleitar la curiosidad, el caos de Anaxágoras, el infinito de Jenófanes, los vórtices de Epicuro, la armonía de Pitágoras, lo grande y lo pequeño de Platón, lo lleno y lo vacío de Demócrito, lo frío y lo caliente de Parménides, el agua de Tales, el fuego de Heráclito, la tierra de Hesíodo, el aire de Eurípides, las entelequias de Aristóteles y los elementos de Empédocles, como otras tantas máscaras os recibirán. Después, cuando vosotros mismos os adentréis con más aguda indagación en las profundidades de las entrañas de la Naturaleza, ¡cuántos prodigios, cuántos milagros arrebatarán vuestros ojos, vuestro ánimo y vuestra mente! Aquí, la naturaleza humana, compuesta de elementos terrestres y celestiales; allí, la índole de los brutos, formada por principios aún no del todo conocidos; aquí, las prodigiosas metamorfosis de los elementos, ya oponiéndose entre sí, ya uniéndose en un solo cuerpo con amistoso pacto; allí, los estupendos y prodigiosos fenómenos del cielo y la tierra, formados por la variada mezcla de los elementos; aquí, los eclipses de sol y luna, que no tanto oscurecen el aire como las mentes de los mortales; allí, los cometas, presagios, como vulgarmente se cree; aquí, las brillantes órbitas de los planetas; allí, las inmensas vueltas de las estrellas; aquí, las causas de los meteoros; allí, el origen de la luz; aquí, el espíritu de las tempestades; allí, los torbellinos de los vientos; aquí, el granizo; aquí, las lluvias; aquí, en fin, los truenos que conmueven las mentes humanas, se someterán a la escrupulosa investigación de vuestro ingenio
Juan Bautista Aguirre - Física según la mente de Aristóteles

Es importante resaltar el hecho de que Aguirre ya incluiría la teoría de la gravedad en su sistema para explicar el movimiento de las cosas. Antes de esto se usaba la distinción entre el movimiento natural y el movimiento violento, y en el medioevo era común la teoría aristotélica de los afectos que explicaba la dirección en la que se movían los objetos. El movimiento natural explicaba que cada cosa tenía su lugar natural hacia el cual tendían, de los cuatro elementos, tierra, agua, aire y fuego, solo el último tenía un movimiento natural hacia arriba, dandole un caracter especial que lo distinguía del resto.

### Inicios del Heliocentrismo y Juan de Hospital

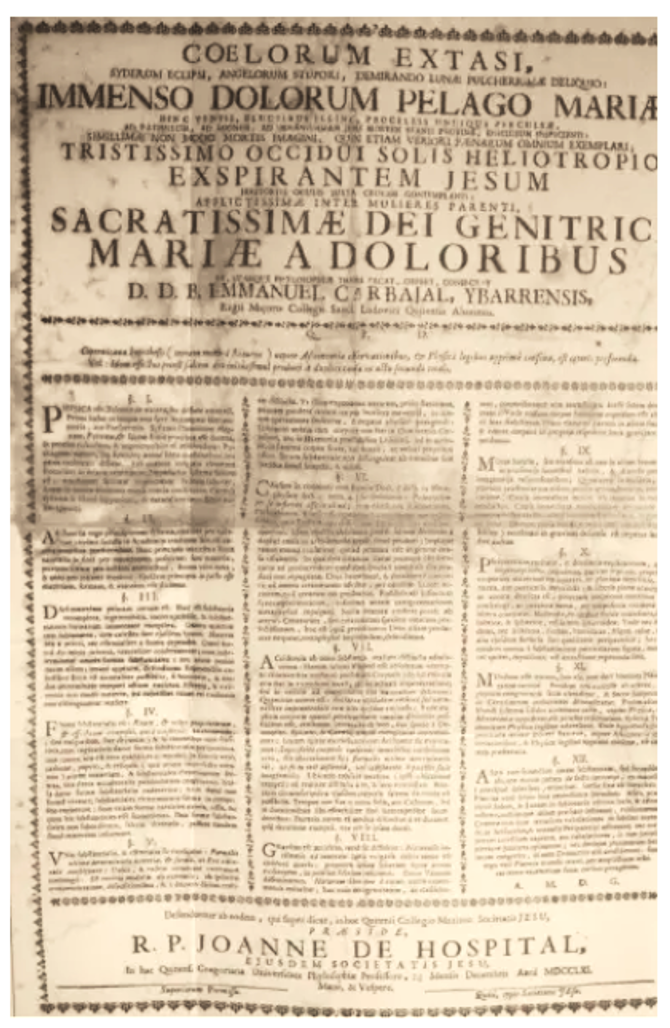
Coelorum Extasi por Juan de Hospital

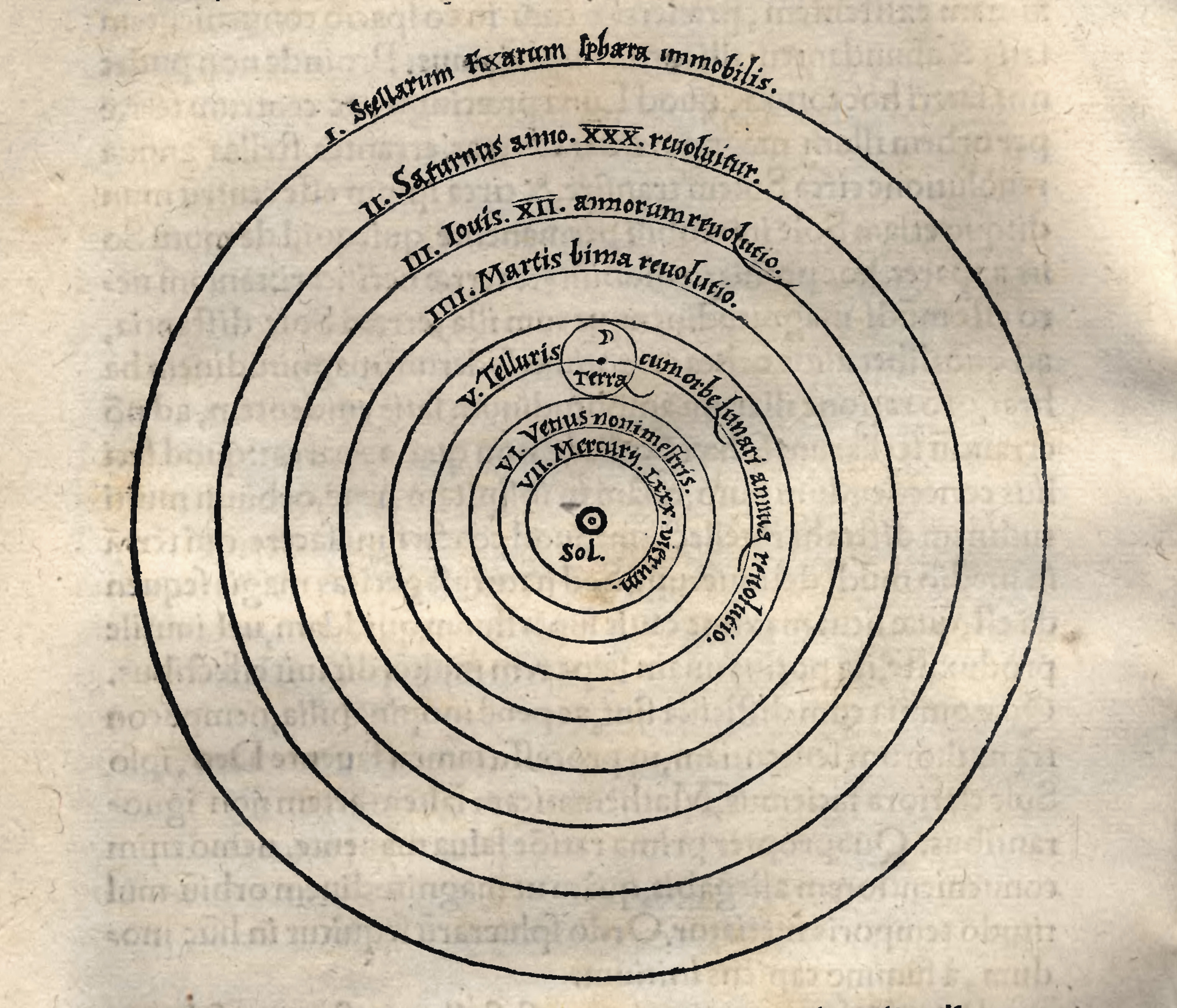
El modelo heliocéntrico de De revolutionibus orbium coelestium

A mediados del siglo XVIII, la escolástica en Quito experimentó una notable transformación, impulsada por la difusión de obras como la "Philosophia vetus et nova ad usum Scholae" de Juan Bautista du Hamel y el "Curso" del padre Fortunato de Brixia. Este último, en particular, adoptó el sistema tichónico en su "Physica", lo que generó un cambio significativo en el panorama académico local. La aceptación del sistema tichónico por parte de figuras influyentes como el padre Francisco Xavier de Aguilar marcó un alejamiento del tradicional sistema ptolemaico. Sin embargo, este cambio no implicó una adopción inmediata del heliocentrismo copernicano. Más bien, reflejó un esfuerzo por conciliar las Escrituras con los nuevos descubrimientos científicos, un desafío que caracterizó la escolástica quiteña de la época.
No obstante, la creciente evidencia a favor del heliocentrismo eventualmente llevó a un cambio de paradigma. Juan Hospital, en su "Coelorum Extasi" publicado el 14 de diciembre de 1761 defendió abiertamente el sistema copernicano, convirtiéndose en un pionero de la escolástica moderna en Ecuador. Este documento, escrito por su discípulo Manuel Carvajal, representa un hito en la historia de la filosofía ecuatoriana. La postura de Hospital marcó un punto de inflexión, al no solo aceptar el heliocentrismo, sino también al incorporarlo a su enseñanza. Su enfoque integró la estructura escolástica tradicional con un contenido científico moderno, lo que reflejó una adaptación a los avances de la revolución científica.

### Implicaciones para la independencia
A pesar de los avances hacia la adopción de nuevas ideas científicas, la resistencia a la teoría copernicana persistió en Quito. Durante las reformas universitarias previas a la independencia, ya durante la ilustración en Ecuador, el obispo José Pérez Calama se opuso al heliocentrismo, evidenciando la arraigada influencia de las concepciones tradicionales en la región. Sin embargo, este panorama cambiaría radicalmente con la llegada de la independencia, la fundación de nuevas instituciones educativas y la creciente secularización de la educación. La sociedad medieval, caracterizada por su apego a los libros, la clasificación y el orden, se estructuraba en torno al sistema estamental. Esta jerarquía social, inspirada en la cosmología ptolemaica, reflejaba una visión del universo con la Tierra como centro y el cielo como punto de referencia absoluto. Esta concepción se traducía en una sociedad estratificada, donde el estatus social se determinaba por la cercanía a Dios. En la cúspide de esta pirámide social se encontraba el rey, cabeza de la nobleza y representante del poder terrenal, seguido por la Iglesia, con su propia jerarquía espiritual. Debajo de ambos, el pueblo se dividía en castas, reflejando las diversas uniones étnicas producto de la colonización. Durante la independencia, esta distinción estamental fue abandonada, y con esto se abriría paso al mestizaje en Ecuador, sentando las bases para la tesis liberal de igualdad ante la ley defendida durante las Córtes de Cádiz, especialmente por José Mejía Lequerica.